# Manuel de Abreu Ferreira de Carvalho
Manuel de Abreu Ferreira de Carvalho MOSD • ComIC (Porto, 19 de janeiro de 1893 - Lisboa, 13 de maio de 1968) foi um político e militar que exerceu o cargo de Governador do Timor português durante a Segunda Guerra Mundial ou a Guerra do Pacífico. O mandato ocorreu entre 10 de maio de 1940 e 17 de dezembro de 1941, interrompido, embora não do ponto de vista formal, pela ocupação do território por forças australianas e holandesas e, posteriormente, por forças japonesas. Terminada a ocupação japonesa, retomou o pleno exercício das funções entre 1 de setembro e 7 de dezembro de 1945. A rendição administrativa do Japão deu-se a 5 de setembro de 1945 perante as forças portuguesas, enquanto a rendição militar foi perante as autoridades australianas.

## Biografia
Fez o ensino liceal no Colégio Militar. Foi admitido à frequência do curso de Infantaria da Escola do Exército, que concluiu no ano letivo de 1912/1913. Em 1915 obteve a patente de alferes, é foi transferido para servir em Angola com a 10.ª Companhia Expedicionária. Tomou parte em campanhas militares no Sul do território em 1915 e 1916.
Foi promovido a tenente neste ano, é foi colocado na 7.ª Companhia Indígena de Infantaria, com sede em Palma, no Norte de Moçambique. Entre 1916 e 1918, já incorporado na 20.ª Companhia Indígena Expedicionária, tomou parte nas campanhas contra os alemães na África Oriental. Em junho de 1921, como capitão, foi nomeado encarregado do Governo no distrito de Inhambane. Nesse ano, em setembro, foi nomeado comandante da Companhia Indígena de Infantaria a Pé da Guarda Republicana de Lourenço Marques, cargo donde transitou, em outubro, para o comando da 10.ª Companhia Indígena de Infantaria.
A 3 de dezembro de 1926, foi nomeado Governador do distrito de Quelimane, cargo que desempenha até 1935. Em 1936 foi em licença para Lisboa, é foi então nomeado Governador da província da Huíla em Angola.
Ficou até que em 1939, foi indicado para o cargo de Governador da província de Benguela.
Em 10 de maio de 1940 deslocou-se para Díli para assumir o cargo de Governador de Timor português, que durou até o dia 17 de dezembro de 1941. A partir do dia 18 de dezembro passou a ter uma ocupação holandesas-australiana, e, posteriormente, nipónica, de durou até o dia 1 de setembro de 1945. O tempo de ocupação por forças estrangeiras foi objeto de um intensos e trágicos acontecimentos descritos no seu Relatório dos Acontecimentos de Timor e noutros que foram escritos e publicados.
Finalmente, a partir do dia 1 de setembro até o dia 7 de dezembro de 1945, voltou a exercer o cargo de Governador de Timor português, mas "a coexistência das três entidades - governador em funções, comandante-em-chefe, Varejão, e o futuro governador, Óscar Ruas, - durante algum tempo, criou uma situação de conflitualidade entre hierarquias e personalidades revelando-se pouco funcional pela sobreposição de competências, o que retardou a tomada de medidas por parte de futuro Governo".
Na tarde de 7 de dezembro, tendo chegado o vapor Angola, em regresso da Austrália, o capitão Ferreira do Carvalho entrega do governo da colónia ao inspector administrativo, capitão Óscar Freire de Vasconcelos Ruas, numa sessão pública em que ambos discursaram.     
Em 8 de dezembro de 1945 partiu para Portugal, às 15h00, com a sua família e com cerca de cento e sessenta homens, mulheres e crianças. Chegaram a Lisboa a 15 de fevereiro de 1946 e foram esperados "por muitos milhares de pessoas".
O ex-governador do Timor português, capitão Ferreira do Carvalho, foi recebido pelo ministro das Colónias, Marcelo Caetano, e foi-lhe recomendado que deveria escrever uma exposição escrita sobre as ocorrências que aconteceram no Timor português. "Em Lisboa, foi destinado ao governador Ferreira de Carvalho um gabinete no Ministério das Colónias onde continuou os trabalhos de elaboração do seu relatório".
Depois, esteve a redigir o seu Relatório dos Acontecimentos de Timor pelo Governador Manuel de Abreu Ferreira de Carvalho. Neste documento reunido em quatro partes bem distintas. A primeira parte é sobre "os antecedentes das agressões a colónia", que visa o período de 10 de maio de 1940 a 16 de dezembro de 1941. A segunda parte é sobre a "agressão australiana e holandesa", que visa o período de 17 de dezembro de 1941 a 19 de fevereiro de 1942. A terceira parte é sobre "agressão japonesa", que visa o período de 20 de fevereiro de 1942 a 5 de setembro de 1945. A última parte é sobre "a reocupação da colónia", que visa o período de 1 de setembro a 7 de dezembro de 1945.
Neste trabalho dá a conhecer que no dia 31 de maio de 1942 "a ocupar a nossa estação emissora radiotelegráfica de Taibessi e empedir a liberdade das nossas com o exterior" (p. 272). Só no dia 13 de setembro de 1945, à noite, conseguiu-se, finalmente, estabelecer comunicação com a estação de Macau (p. 651). Imediatmente, redigiu três telegramas para o presidente da República, Óscar Carmona, o presidente do Conselho de Ministros, António de Oliveira Salazar e o ministro das Colónias, Marcello Caetano. O presidente do Conselho de Ministros respondeu no dia 16 de setembro de 1945: "Acuso receção telegrama V. Ex.ª que me deu e ao Governo a maior alegria por saber por esta comunicação direta de V. Ex.ª inteiramente reintegrada autoridade portuguesa em todo [o] território [da] colónia. Timor contínua e dolorosa  preocupação para coração portugueses; nem um só momento deixou de estar presente no nosso espírito e ocupar a nossa atenção" (p. 653).
Em 1947, o capitão Ferreira do Carvalho tinha a sua exposição escrita e publicada pela "Imprensa Nacional, por ordem do Ministério das Colónias". "Poucos dias passaram depois de eu ter recebido e avidamente lido, até uma carta do Governador me trazer o seu pedido para lho devolver, pelo motivo de haver sido superiormente ordenado que todos os exemplares do relatório recolhessem ao arquivo do Ministério das Colónias".
Foi colocado na Inspeção Superior da Administração Ultramarina, tendo em 1956 sido promovido a Inspector-chefe desse organismo, que pertencia ao Ministério do Ultramar.
Depois de reformado, foi designado administrador por parte do Estado da Cabinda Gulf Oil Company.

## Condecorações
Para além da Medalha de Ouro de Serviços Distintos, foi também galardoado em 27 de julho de 1932, pelo governo francês, com o grau de Oficial da Ordre de l'Étoile d'Anjouan. Foi feito Comendador da Ordem do Império Colonial a 17 de novembro de 1938.